# ایاد السراج
ایاد السراج (انگلیسی: Eyad al-Sarraj; ۲۷ آوریل ۱۹۴۴ – ۱۷ دسامبر ۲۰۱۳) یک روان‌پزشک پیشرو مردم فلسطین بود. وی در سال ۲۰۰۰ در مذاکرات کمپ دیوید مشاور هیئت فلسطینی بود. او یکی از پزشکان نامزد جایزه حقوق بشر رابرت اف. کندی بود. در کتابی به نام ارتش گلهای سرخ به قلم باربارا ویکتور روزنامه‌نگار، که به بمب‌گذاران زن انتحاری فلسطینی می‌پردازد، به نقش السراج به عنوان روان‌پزشک اشاره کرده‌است. در انتخابات مجلس فلسطین (۲۰۰۶) او در صدر لیست وعد قرار داشت.
او در بیمارستانی در اسرائیل در مرکز درمانی هداسا در اورشلیم، درگذشت.
وی همچنین برندهٔ جوایزی همچون جایزه اولاف پالمه و جایزه مارتین انالز شده‌است.